# 布氏副鮗
布氏副鮗為輻鰭魚綱鱸形目鱸亞目七夕魚科的其中一種，分布於西南太平洋的澳洲東部海域，棲息深度5-15公尺，體長可達15公分，棲息在內灣，屬肉食性，雄魚有護卵的行為，可作為觀賞魚。

## 擴展閱讀
維基物種上的相關：布氏副鮗